# Хамрун Спартанс
«Хамрун Спартанс» — мальтийский футбольный клуб из города Хамрун. Одиннадцатикратный чемпион Мальты, шестикратный обладатель Кубка Мальты. 
Клуб основан в 1907 году, домашние матчи проводит на стадионе «Виктор Тедеско», вместимостью 1 800 зрителей.
Неоднократный участник еврокубков. Впервые пройти хотя бы один раунд клубу удалось в Кубке обладателей кубков УЕФА 1984/1985, когда «Хамрун Спартанс» дважды победили североирландский клуб «Баллимена Юнайтед».

## Достижения
- Чемпион Мальты (10): 1913/14, 1917/18, 1946/47, 1982/83, 1986/87, 1987/88, 1990/91, 2020/21, 2022/23, 2023/24, 2024/25.
- Обладатель Кубка Мальты (6): 1982/83, 1983/84, 1986/87, 1987/88, 1988/89, 1991/92.
- Обладатель Суперкубка Мальты (5): 1986/87, 1987/88, 1988/89, 1990/91, 1991/92.